# Ehbach
Der Ehbach ist ein 7 Kilometer langer Bach in Vorarlberg. Er durchfließt das Vorarlberger Rheintal und mündet bei Koblach in den Alpenrhein.

## Geographie

### Verlauf
Der Ehbach entspringt beim Zusammenfluss von Nafla und Mühlbach. Anschließend führt er durch die Gemeinde Meiningen (Vorarlberg) in nordwestlicher Richtung. Ab dem Ortsausgang verläuft der Ehbach in paralleler Richtung zum Rhein und wird ca. 1,5 Kilometer vor der Mündung unter der Frutz durchgeleitet.

### Zuflüsse
In der folgenden Tabelle sind alle Zuflüsse flussabwärts gelistet, die im Geoportal des Landes Vorarlberg namentlich erwähnt sind.
| Flusskilometer | Seite             | Name           | GKZ    | Länge in km |
| -------------- | ----------------- | -------------- | ------ | ----------- |
| 7,1            | linker Quellbach  | Nafla          | 8120   | 10,8        |
| 7,1            | rechter Quellbach | Mühlbach       | 812008 | 06,8        |
| 5,1            | links             | Ochsenbach     | 812007 | 00,3        |
| 4,7            | links             | Brunnenbach    | 812006 | 01,4        |
| 3,1            | links             | Ehbach-Kanal   | 812004 | 01,3        |
| 2,7            | rechts            | Frützelegraben | 812003 | 03,4        |
| 2,1            | rechts            | Luttengraben   | 812002 | 03,0        |